# Ледяные крылья
«Ледяные крылья» — бывший российский профессиональный женский хоккейный клуб из Ярославля, основанный в 2021 году и выступавший в ЖХЛ. Расформирован в 2022 году.

## О клубе
Команда была официально основана в 2021 году при поддержке выступающего в КХЛ «Локомотива», практически сразу же подав заявку на вступление в ЖХЛ. 27 июля того же года заявка команды была удовлетворена.
Как заявили в руководстве клуба, название команды было выбрано путем голосования в честь трагически погибшего в 2011 году состава ярославского «Локомотива».
Главным тренером нового коллектива был назначен Артур Надргулов. 
Первые сборы команда провела в августе 2021 года.
Домашним стадионом клуба является арена Государственного училища олимпийского резерва. 
30 ноября 2021 года «Ледяные крылья» потерпели самое крупное поражение в своей истории, уступив уфимской команде «Агидель» со счетом 1:18.
1 декабря 2021 года «Ледяные крылья» не вышли на лёд второй домашней игры с «Агиделью», по мнению некоторых лиц, игроки ярославской команды с начала сезона не получали зарплату и клуб находится в бедственном положении, не имея финансов для дальнейшего проведения игр ЖХЛ.
18 января 2022 года руководство клуба официально уведомило лигу о снятии команды с розыгрыша турнира в связи с серьёзными финансовыми проблемами.